# PPAP
PPAP (ang. Production Part Approval Process ) – to proces zatwierdzania części do produkcji seryjnej stosowany w branży motoryzacyjnej. Proces PPAP wywodzi się z amerykańskiego systemu jakości QS-9000.

## Cel
Celem PPAP jest dostarczenie przez dostawcę klientowi dowodów na prawidłowe zrozumienie przez klienta wszelkich wymagań specyfikacji, oraz na posiadanie przez proces produkcji potencjału do produkcji wyrobu stale spełniającego te wymagania.
Najważniejszym dokumentem procesu PPAP jest Gwarancja Przedłożonej Części (PSW). Dostawca wystawiając gwarancję PSW oficjalnie akceptuje wszystkie wymagania klienta oraz gwarantuje spełnianie tych wymagań przez jego produkt. Podpisanie przez klienta PSW jest oficjalnie uznawane za zamknięcie procesu PPAP.

## Wymagania
W zależności od wymagań klienta przedłożenie dokumentów PPAP może mieć 5 różnych poziomów dowodów:
Poziom 1 – przedłożenie do klienta jedynie gwarancji PSW.
Poziom 2 – przedłożenie do klienta gwarancji z próbkami wyrobu i ograniczonymi danymi potwierdzającymi.
Poziom 3 – przedłożenie do klienta gwarancji z próbkami wyrobu i kompletnymi danymi potwierdzającymi.
Poziom 4 – przedłożenie gwarancji i zgodnie z innymi wymaganiami określonymi przez klienta.
Poziom 5 – przedłożenie do klienta gwarancji z próbkami wyrobu i skorygowanymi kompletnymi danymi potwierdzającymi w oddziale produkcyjnym organizacji.
Poziom 3 jest domyślnym poziomem dla każdego przedłożenia.

## Elementy PPAP
1. Zapis z projektu (najczęściej rysunek techniczny.)
2. Dokumenty zmiany technologicznej, jeżeli istnieją.
3. Zatwierdzenie przez Dział Technologii Klienta.
4. FMEA projektu.
5. Diagram przepływu procesu.
6. FMEA procesu.
7. Plan Kontroli.
8. Badanie Analizy Systemu Pomiarowego MSA.
9. Wyniki pomiarowe.
10. Wyniki badań materiałów i osiągów.
11. Wstępne badanie procesu.
12. Dokumentacja kwalifikowanego laboratorium.
13. Raport Zatwierdzenia Wyglądu AAR, jeśli ma zastosowanie.
14. Próbka wyrobu.
15. Próbka wzorcowa.
16. Pomoce kontrolne.
17. Zapisy zgodności ze specyficznymi wymaganiami klienta
18. Gwarancja Przedłożonej Części PSW.

## Przyczyny przedłożenia PPAP
Zgodnie z procedurą PPAP należy przedłożyć z następujących przyczyn:
1. Przedłożenie początkowe
2. Zmiana technologiczna
3. Transfer, zastąpienie lub złomowanie oprzyrządowania
4. Korekta rozbieżności
5. Nieaktywne oprzyrządowanie dłużej niż rok
6. Zmiana na opcjonalną konstrukcję lub materiał
7. Zmiana dostawcy lub źródła materiału
8. Zmiana w wytwarzaniu części
9. Części wytworzone w dodatkowej lokalizacji